# Società Italiana per il Traforo Autostradale del Frejus
SITAF - Società Italiana per il Traforo Autostradale del Frejus SpA est une société italienne concessionnaire de la partie italienne du tunnel du Fréjus et de l'autoroute A32 Turin-Tunnel du Fréjus.
La société SITAF a reçu en concession de l'ANAS SpA la construction et la gestion des ouvrages pour une durée de 70 ans. La concession expirera en  2050). L'autoroute qui relie la capitale du Piémont Turin au Tunnel du Fréjus mesure 94 km de long qui a assuré des droits de péage de 108 millions d'Euros en 2008.
La société SITAF SpA a été créée le 29 octobre 1960 à Turin, deux ans avant son homologue française, la SFTRF. La convention internationale qui régit les concessions a été signée le 23 février 1972.
Elle a confié à Fiat Engineering les études et la direction des travaux du Tunnel et de l'autoroute A32.

## Données économiques
- Raison sociale : "Società Italiana per il Traforo Autostradale del Frejus - SITAF S.p.A."
- Siège social : San Giuliano, 2 - 10059 Suse - Province de Turin
- Code fiscal et TVA/IVA : 00513170019
- Président : Giuseppe Cerutti

## Actionnaires principaux
- Holding Piemonte e Val D'Aosta S.p.A. : 36.530%
- ANAS SpA : 31.746%
- Ville de Turin - FCT S.r.l. : 10.652%
- Province de Turin : 8,694%